# Hermsgrün-Wohlbach
Hermsgrün-Wohlbach ist eine ehemalige Gemeinde, die sich im Kreis bzw. Landkreis Oelsnitz befand.
Hermsgrün-Wohlbach entstand 1974 aus dem Zusammenschluss der bisher eigenständigen Gemeinden Hermsgrün und Wohlbach. Hermsgrün-Wohlbach ging 1994 in der neu gegründeten Gemeinde Mühlental auf, die zudem noch aus den Gemeinden Marieney, Tirschendorf und Unterwürschnitz entstand.
| Jahr      | zum Vergleich 1964 | 1990 |
| --------- | ------------------ | ---- |
| Hermsgrün | 184                | 319  |
| Wohlbach  | 168                | 319  |

## Belege
1. 1 2  Hermsgrün-Wohlbach – HOV | ISGV. Abgerufen am 1. Januar 2024.
2. ↑  Hermsgrün – HOV | ISGV. Abgerufen am 1. Januar 2024.
3. ↑  Wohlbach – HOV | ISGV. Abgerufen am 1. Januar 2024.

Koordinaten: 50° 21′ N, 12° 18′ O